# Manfred Curbach

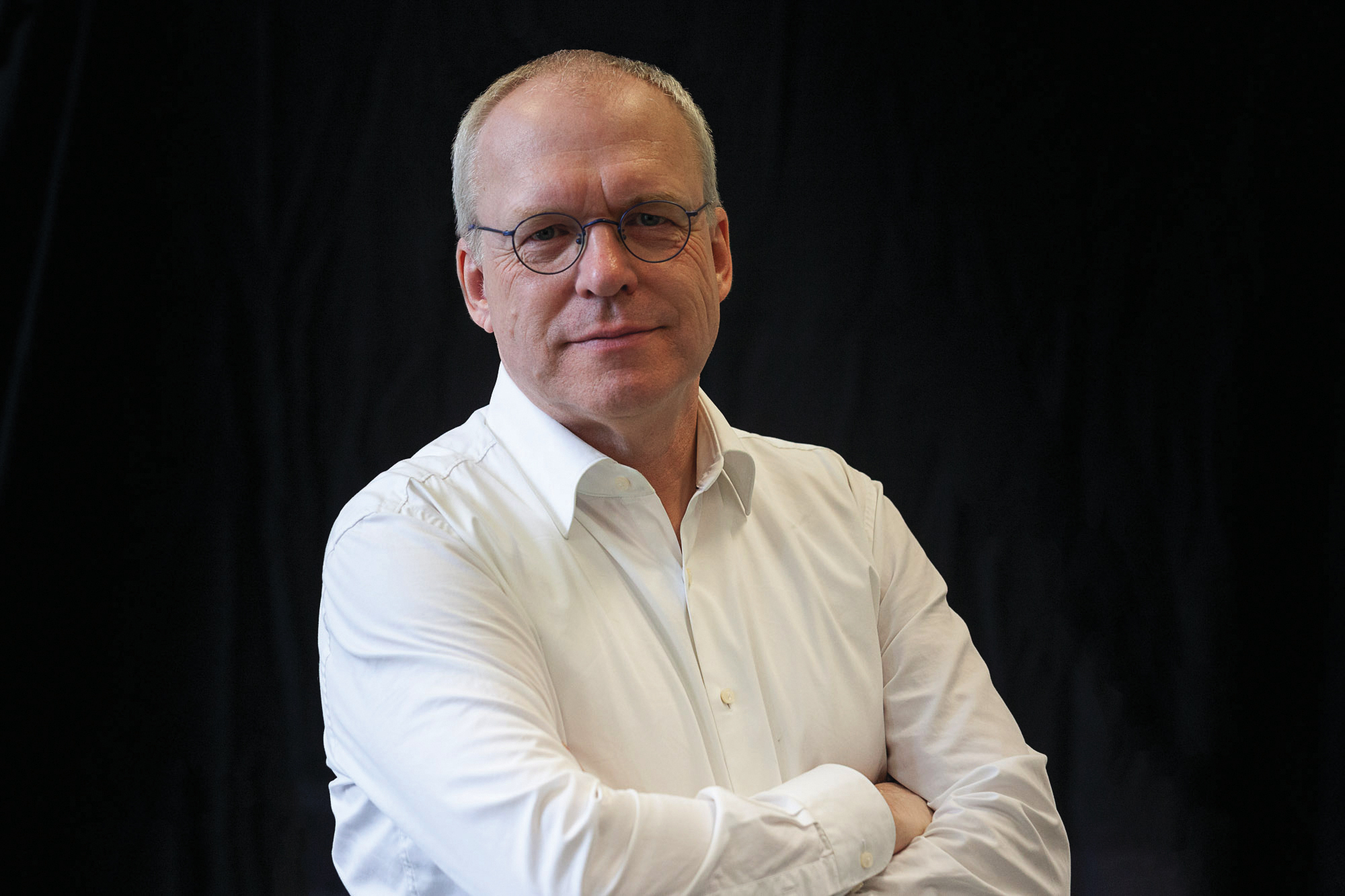
Manfred Curbach, giáo Sư của các cấu trúc bê tông vào khoa của dân kỹ thuật, Đại học Kỹ thuật của Dresden

Manfred Curbach (* sinh ngày 28 tháng 9 năm 1956 tại Dortmund) là kỹ sư xây dựng và giảng viên người Đức. Ông là một trong những đầu tàu dẫn dắt sự phát triển của bê tông cốt lưới dệt cũng như bê tông lưới sợi carbon.

## Tiểu sử
Manfred Curbach tốt nghiệp trung học phổ thông trường Albert-Einstein-Gymnasium vào tháng 6 năm 1976 tại Dortmund. Từ năm 1977 đến 1982 ông theo học chương trình kỹ thuật xây dựng, chuyên ngành kết cấu thuộc trường Đại học Kỹ thuật Dortmund (Technische Universität Dortmund). Năm 1980 ông có tên trong danh sách của Quỹ khuyến học Đức (Studienstiftung des Deutschen Volkes). Sau khi tốt nghiệp Đại học ông nhận được học bổng làm nghiên cứu tại trường Đại học Princeton, Mỹ về đề tài „Xây dựng cầu tại Mỹ" và „Robert Maillart" dưới sự hướng dẫn của David P. Billington.
Từ năm 1982 đến 1988 Manfred Curbach công tác trong nhóm nghiên cứu của giáo sư Josef Eibl, thời gian đầu ở trường Đại học Dortmund, sau đó tại trường Đại học Karlsruhe – nơi ông tốt nghiệp tiến sĩ vào năm 1987. Năm 1988 ông chuyển sang vị trí Quản lý dự án tại Văn phòng kỹ sư  Köhler + Seitz và trở thành cổ đông của công ty trong khoảng thời gian từ năm 1994 đến 2004.
Tháng 8 năm 1994 Manfred Curbach nhận chức Trưởng Bộ môn Xây dựng công trình tại trường Đại học Kỹ thuật Dresden (Professur für Massivbau, TU Dresden). Đây cũng là vị trí công tác chính của ông đến hiện tại. Ông đảm nhận vai trò kỹ sư khảo sát kết cấu chuyên về Xây dựng công trình từ năm 1997 và là thành viên của Văn phòng kỹ sư Curbach Bösche Ingenieurpartner, Dresden từ năm 2005 [2]. Tháng 12 năm 2014 công ty CarboCon GmbH được thành lập, hoạt động trong lĩnh vực thiết kế, tính toán và xây dựng các công trình bê tông cốt lưới sợi carbon. Curbach là một trong ba thành viên sáng lập công ty.

## Nghiên cứu

### Bê tông lưới dệt/ Bê tông lưới sợi carbon
Manfred Curbach thực hiện từ các nghiên cứu cơ sở cũng như nghiên cứu có tính ứng dụng đối với sự hình thành, phát triển của bê tông lưới dệt và bê tông lưới sợi carbon cho đến việc đưa vào áp dụng trong thực tiễn. Từ năm 1999 đến 2011 Curbach là điều phối viên chương trình nghiên cứu đặc biệt (Sonderforschungsbereich) 528 „Cốt lưới sợi dệt dùng trong gia cường và cải thiện công trình xây dựng". Trong khuôn khổ dự án này, loại vật liệu tổng hợp mới từ bê tông mịn cường độ cao và xơ sợi tính năng cao (làm từ nhiều nguyên liệu khác nhau như sợi thủy tinh chịu kiềm, hiện tại phổ biến nhất là sợi carbon) được nghiên cứu và phát triển cũng như đưa vào sử dụng thực nghiệm lần đầu tiên với sự hợp tác của các công ty xây dựng.
Curbach là người đứng đầu một trong mười tổ hợp dự án thuộc chương trình Zwanzig20 của BMBF với nguồn tài trợ lên đến 45 triệu Euro. Tổ hợp C³ - Carbon Concrete Composite hướng tới mục tiêu triển khai phương thức xây dựng hoàn toàn mới sử dụng bê tông cốt lưới sợi carbon („Carbonbeton").
Các lĩnh vực nghiên cứu khác bao gồm phản ứng vật liệu của bê tông dưới tác động của lực tải đa chiều hoặc tốc độ cao.

### Va đập xung kích (Impact)
Curbach hoạt động chủ yếu trong lĩnh vực nghiên cứu cơ sở đối với đề tài Động lực tốc độ cao/ Va đập xung kích của bê tông và các công trình bê tông. Ông đã lập nên một trung tâm nghiên cứu được công nhận quốc tế về lĩnh vực này. 

### Lực tải đa chiều
Curbach đạt được nhiều kết quả nghiên cứu có tính ảnh hưởng về lực tải đa chiều trên bê tông, đặc biệt là bê tông cường độ siêu cao và đã thành lập một nhóm nghiên cứu chuyên sâu đề tài mang tính thách thức cả về mặt lý thuyết lẫn thực nghiệm này. 

### Xây dựng cầu
Trên cơ sở tổ chức hội nghị chuyên đề thường niên Dresdner Brückenbausymposium Curbach tiến tới thành lập một trung tâm tầm cỡ quốc gia, hiện nay đang phát triển lên quy mô quốc tế, đồng thời là điểm gặp gỡ thảo luận của các kỹ sư xây dựng cầu. Hội nghị chuyên đề cũng như việc thiết kế, tính toán và xây dựng các công trình cầu quy mô lớn tạo nên ảnh hưởng lâu dài của Curbach trong lĩnh vực này.

### Lịch sử ngành xây dựng bê tông
Các công trình nghiên cứu về lịch sử ngành xây dựng bê tông trong nước và quốc tế giúp nâng cao ý thức của cộng đồng kỹ sư xây dựng về ngành. 

## Thành viên các hiệp hội
Từ năm 1999 Manfred Curbach là thành viên hội đồng cố vấn khoa học của tạp chí Beton und Stahlbetonbau, từ năm 2010 là Trưởng đoàn đại diện Đức tại Hiệp hội xây dựng bê tông quốc tế fib và từ tháng 2 năm 2012 là giám khảo của Hội đồng khoa học Đức (Deutsche Forschungsgemeinschaft DFG). Ông là thành viên ban quản lý và hội đồng cố vấn khoa học của Ủy ban công trình bê tông cốt thép Đức (Deutscher Ausschuss für Stahlbeton DAfStb), nơi ông đảm nhiệm chức trưởng ban quản lý nòng cốt từ năm 2004 đến 2012. Trong khoảng 2002 đến 2008 ông là thành viên ban quản trị Hội đồng khoa học Đức (Deutsche Forschungsgemeinschaft DFG) và từ năm 2003 đến 2008 là trưởng ban quản lý của VDI-Gesellschaft Bautechnik. Curbach cộng tác với hội đồng cố vấn khoa học của Văn phòng Liên bang về Xây dựng Công trình thủy (Bundesanstalt für Wasserbau BAW) từ năm 2011 và là Chủ tịch Hội đồng này từ năm 2015.
Trong Hiệp hội xây dựng bê tông quốc tế fib (fédération internationale du béton) Curbach đứng đầu nhóm Bê tông cốt lưới dệt và nhóm Lịch sử ngành xây dựng bê tông. 

## Giải thưởng
Ngày 15 tháng 11 năm 2011 Manfred Curbach được nhận danh hiệu Tiến sĩ danh dự của trường Đại học Kỹ thuật Kaiserslautern (TU Kaiserslautern) cho những thành tựu khoa học nổi bật trong lĩnh vực Kỹ sư xây dựng, những đóng góp trong việc ứng dụng hợp lý kết quả nghiên cứu vào thực tiễn xây dựng và nhân cách gương mẫu của ông. 
Từ tháng 6 năm 2013 Curbach trở thành thành viên Hội Khoa học Hàn lâm quốc gia Leopoldina (Nationale Akademie der Wissenschaften Leopoldina) [12]. Năm 2017 ông vinh dự được giảng dạy tiết học trứ danh Weihnachtsvorlesung der Leopoldina. Tháng 9 năm 2014 Hiệp hội Xây dựng và Kỹ thuật công trình VDI-Gesellschaft Bauen und Gebäudetechnik trao huân chương danh dự Wolfgang-Zerna-Ehrenmedaille cho Manfred Curbach vì „những thành tích nổi bật trong ngành Kỹ thuật xây dựng". 
Năm 2016 Curbach được bầu vào Hội Khoa học Hàn lâm bang Sachsen. 
Năm 2016 Manfred Curbach cùng với Chokri Cherif và Peter Offermann vinh dự nhận giải thưởng Deutscher Zukunftspreis trao bởi Thủ tướng Liên bang Đức.
Ông được chọn nhận huân chương Carl-Friedrich-Gauß-Medaille cho năm 2019.

## Công trình
- Cầu Donaubrücke Fischerdorf (1988)
- Liên hợp cầu - đường Spessartbrücke qua sông Main tại Wertheim (1989–1990)
- Cầu Mainbrücke Retzbach-Zellingen (1990–1991)
- Cầu Neckarbrücken thuộc đường B 312 xây mới đoạn giữa B 10 và B 14/29 ở Stuttgart (1992–1993)
- Cầu Mainbrücke Oberndorf thuộc đường cao tốc A 70 (1993)
- Cầu Saalebrücke Rudolphstein
- Cầu bê tông cốt lưới sợi dệt Textilbetonbrücken tại Oschatz (2005) và Kempten (2007)

## Xuất bản

### Một số xuất bản chọn lọc
- May, Sebastian; Michler, Harald; Schladitz, Frank; Curbach, Manfred (ngày 10 tháng 4 năm 2018). "Lightweight ceiling system made of carbon reinforced concrete". Structural Concrete. Wiley. doi:10.1002/suco.201700224. ISSN 1464-4177.
- Frenzel, Michael; Curbach, Manfred (ngày 26 tháng 10 năm 2017). "Shear strength of concrete interfaces with infra-lightweight and foam concrete". Structural Concrete. Quyển 19 số 1. Wiley. tr. 269–283. doi:10.1002/suco.201700015. ISSN 1464-4177.
- Hegger, Josef; Curbach, Manfred; Stark, Alexander; Wilhelm, Sebastian; Farwig, Kristina (ngày 23 tháng 11 năm 2017). "Innovative design concepts: Application of textile reinforced concrete to shell structures". Structural Concrete. Quyển 19 số 3. Wiley. tr. 637–646. doi:10.1002/suco.201700157. ISSN 1464-4177.
- Quast, Matthias; Curbach, Manfred (2017). "Concrete under biaxial dynamic compressive loading". Procedia Engineering. Quyển 210. Elsevier BV. tr. 24–31. doi:10.1016/j.proeng.2017.11.044. ISSN 1877-7058.
- Schmidt, Angela; Curbach, Manfred (ngày 23 tháng 3 năm 2017). "Design optimization to increase the (buckling) stability of concrete columns". Structural Concrete. Quyển 18 số 5. Wiley. tr. 680–692. doi:10.1002/suco.201600183. ISSN 1464-4177.
- Wilhelm, Sebastian; Curbach, Manfred (2017). "Experimental and nonlinear numerical analysis of underwater housings for the deep sea, made of ultra-high performance concrete". Structural Concrete. Quyển 18 số 1. Wiley. tr. 216–224. doi:10.1002/suco.201600018. ISSN 1464-4177.
- Zobel, Robert; Curbach, Manfred (ngày 23 tháng 2 năm 2017). "Numerical study of reinforced and prestressed concrete components under biaxial tensile stresses". Structural Concrete. Quyển 18 số 2. Wiley. tr. 356–365. doi:10.1002/suco.201600077. ISSN 1464-4177.
- Máca, P.; Panteki, E.; Curbach, M. (ngày 20 tháng 7 năm 2016). "Bond stress-slip behaviour of concrete and steel under high-loading rates". International Journal of Computational Methods and Experimental Measurements. Quyển 4 số 3. WITPRESS LTD. tr. 221–230. doi:10.2495/cmem-v4-n3-221-230. ISSN 2046-0546.
- Ritter, Robert; Curbach, Manfred (2016). "Shape of Hypersurface of Concrete under Multiaxial Loading". ACI Materials Journal. Quyển 113 số 1. American Concrete Institute. doi:10.14359/51688182. ISSN 0889-325X.
- Beckmann, Birgit; Schicktanz, Kai; Reischl, Dirk; Curbach, Manfred (2012). "DEM simulation of concrete fracture and crack evolution". Structural Concrete. Quyển 13 số 4. Wiley. tr. 213–220. doi:10.1002/suco.201100036. ISSN 1464-4177.

### Xuất bản của Ủy ban công trình bê tông cốt thép Đức („Grüne Hefte" des Deutschen Ausschuss für Stahlbeton DAfStb)
- Manfred Curbach, Silke Scheerer, Kerstin Speck, Torsten Hampel: Experimentelle Analyse des Tragverhaltens von Hochleistungsbeton unter mehraxialer Beanspruchung. Heft 578, 2011.
- Manfred Curbach, Kerstin Speck: Konzentrierte Lasteinleitung in dünnwandige Bauteile aus textilbewehrtem Beton. Heft 571, 2008.
- Manfred Curbach, Kerstin Speck: Mehraxiale Festigkeit von duktilem Hochleistungsbeton. Heft 524, 2002.
- Manfred Curbach u. a.: Sachstandsbericht zum Einsatz von Textilien im Massivbau. Heft 488, 1998.
- Manfred Curbach, Thomas Bösche: Verwendung von Bitumen als Gleitschicht im Massivbau. Heft 485

### Các xuất bản khác
Danh sách chi tiết các xuất bản được cung cấp trên trang thông tin điện tử của Viện Institut für Massivbau.